# Aguas anóxicas
Las aguas anóxicas son zonas de agua marina, agua dulce o de aguas subterráneas en las que el oxígeno disuelto está agotado. Esta condición se encuentra generalmente en las áreas con un limitado intercambio de agua y con procesos de eutrofización en progreso.
En la mayoría de los casos, el oxígeno no puede llegar a los niveles más profundos por una barrera física (por ejemplo, el barro), así como por una pronunciada estratificación de la densidad, en que, por ejemplo, aguas hipersalinas más pesadas se asientan en el fondo de una cuenca. Las condiciones anóxicas ocurren si la tasa de oxidación de la materia orgánica por bacterias es mayor que el suministro de oxígeno disuelto.
Las aguas anóxicas son un fenómeno natural, y se han producido a lo largo de la historia geológica. Existen cuencas anóxicas en la actualidad, por ejemplo, en el mar Báltico, y en otros lugares (véase más adelante). Recientemente, ha habido algunos indicios de que la eutrofización ha aumentado la extensión de las zonas anóxicas en áreas como el mar Báltico, el golfo de México y en el canal Hood en el estado de Washington.

## Causas y efectos
Las condiciones anóxicas dependen de varios factores, por ejemplo, condiciones de estancamiento, estratificación de la densidad, aportes de materia orgánica y fuertes termoclinas. La producción bacteriana de sulfuro comienza en los sedimentos, donde las bacterias encuentran sustratos adecuados y luego se expande en la columna de agua. En el tratamiento de aguas residuales, el agua con ausencia de oxígeno se indica como anóxica mientras que el término anaeróbica se utiliza para indicar la ausencia de cualquier aceptor de electrones común, tales como el nitrato, el sulfato u el oxígeno.
Cuando el oxígeno se agota en una cuenca, las bacterias primero cambian el segundo mejor receptor de electrones, que en agua de mar, es el nitrato. La desnitrificación se produce y el nitrato se consume con bastante rapidez. Después de la reducción de algunos otros elementos de menor importancia, las bacterias se dirigen a reducir el sulfato del agua. Si el agua anóxica de mar es reoxigenada, el sulfuro se oxidará a sulfato de acuerdo con la siguiente ecuación química:
HS- + 2O2 → HSO4-
o más precisamente:
(CH2O)106(NH3)16H3PO4 + 53 SO42- → 53 CO2 + 53 HCO3- + 53 HS- +16 NH3 + 53 H2O + H3PO4
En el mar Báltico, la reducida tasa de descomposición en condiciones anóxicas ha dejado notablemente conservados fósiles reteniendo impresiones de las partes blandas del cuerpo, en Lagerstätten.[cita requerida]

## Cuencas anóxicas
- Cuenca Bannock, mar Mediterráneo este.
- Cuenca del mar Negro, de Europa del Este, por debajo de 50 metros (150 pies).
- Cuenca del mar Caspio, por debajo de 100 metros (300 pies).
- Fosa de Cariaco, hacia el norte de Venezuela.
- Cuenca Gotland Profundo, en el Báltico, Suecia.
- Cuenca L'Atalante, en el este del mar Mediterráneo.
- Fiordo de Mariager, de Dinamarca.
- Cuenca Orca, en el noreste del golfo de México.
- Saanich Inlet, en la isla de Vancouver, Canadá.
- Dique San Roque, en Córdoba, Argentina.